# Локалита Пјана ди Вади (Вибо Валенција)
Локалита Пјана ди Вади је насеље у Италији у округу Вибо Валенција, региону Калабрија.
Према процени из 2011. у насељу је живело 42 становника. Насеље се налази на надморској висини од 8 м.